# 邱婷蔚
邱婷蔚（1980年10月11日—），台灣民主進步黨籍政治人物，現任新北市議員。生於新北市。

## 簡歷
邱婷蔚於2009年1月宣布投入台北縣議員三重蘆洲區民進黨黨內初選，並通過第一階段黨員投票及第二階段民調，獲得黨提名。同年，台北縣宣布升格為直轄市新北市，黨內初選結果失效。
2010年參選第一屆新北市議員三重蘆洲區, 以48票差距落選。2014年在新北市議員選舉中以三重蘆洲區最高票當選。2018年執政黨潰敗，再度成為落選頭，以3525票之差無緣連任。2022年再度當選新北市議員。

## 參選紀錄
| 年度 | 選舉屆數             | 選舉區           | 所屬政黨   | 得票數 | 得票率 | 當選標記 | 備註 |
| ---- | -------------------- | ---------------- | ---------- | ------ | ------ | -------- | ---- |
| 2010 | 第一屆新北市議員選舉 | 新北市第三選舉區 | 民主進步黨 | 19,011 | 5.94%  |          |      |
| 2014 | 第二屆新北市議員選舉 | 新北市第三選舉區 | 民主進步黨 | 32,511 | 11.16% |          |      |
| 2018 | 第三屆新北市議員選舉 | 新北市第三選舉區 | 民主進步黨 | 18,575 | 6.32%  |          |      |
| 2022 | 第四屆新北市議員選舉 | 新北市第三選舉區 | 民主進步黨 | 22,733 | 8.50%  |          |      |

## 質詢歷史

### 公托
2016年11月，針對新北市市長朱立倫在2015年所承諾設立70家公共托育中心的目標，邱婷蔚認為公托只有少數人能享受，主張應以現金補助所有幼兒；但朱市長表示該等支出金額龐大，市府財政沒有能力實現。